# Dům U Ježíška (Karmelitská)
Dům U Ježíška, někdy zvaný také Šporkovský nebo Malý Musconský dům, je činžovní dům v Praze 1 na Malé Straně, Karmelitská ulice č.p. 382/14. Od roku 1964 je chráněn jako kulturní památka.

## Historie a popis
Dům vystavěl v letech 1669–1673 Santino de Bossi naproti kostelu Panny Marie Vítězné a svatého Antonína Paduánského, který je známý soškou Pražského Jezulátka. Svou dnešní uliční (západní) fasádu získal dům po úpravách kolem roku 1738, pouze třetí patro bylo pravděpodobně dostavěno až v poslední třetině 18. století.
Dům na severní straně sousedí s Musconským palácem, zvaným někdy i Velký Musconský palác. Jako Malý Musconský dům býval ale označován i dům č.p. 479 na Maltézském náměstí, který s Musconským palácem sousedí na jeho východní straně a býval s ním dříve propojen.
V roce 1799 zdědila dům Leopoldina (1772–1845), manželka Jana Leopolda Šporka (1758–1841); proto byl označován i jako Šporkovský palác. Na přelomu 19. a 20. století dům vlastnil poslanec Českého zemského sněmu Karel Brand.
Průčelí domu obrácené do Karmelitské ulice je pětiosé, střední osa s mělkým rizalitem má sdružená okna a je zakončena nízkým trojúhelným štítem, po jehož obou stranách jsou barokní vikýře. Zadní (východní) dvorní křídlo je z roku 1884, je pouze jednopatrové a v úrovni 2. patra je terasa. Jižní dvorní křídlo bývalo rovněž jednopatrové s pavlačemi, v roce 1920 došlo k jeho zvýšení o patro a k zasklení pavlačí. Severní stranu dvora tvoří vysoká ohradní zeď, která objekt odděluje od Musconského paláce.
V průjezdu domu je umístěna kovová pamětní deska, která připomíná, že tu v letech 1920–1974 žila a tvořila Pavla Fořtová (1886–1974), historička umění, malířka, grafička a ilustrátorka.